# Haig-Kammratte
Die Haig-Kammratte oder Patagonien-Kammratte (Ctenomys haigi) ist ein im zentralen und westlichen Argentinien verbreitetes Nagetier in der Gattung der Kammratten. Die Population zählte zeitweilig als Synonym der Mendoza-Kammratte (Ctenomys mendocinus).

## Merkmale
Erwachsene Exemplare sind ohne Schwanz 155 bis 165 mm lang, die Schwanzlänge beträgt etwa 70 mm und für wenige Exemplare wurde ein Gewicht von etwa 165 g ermittelt. Die Hinterfüße sind 28 bis 30 mm lang und ein Individuum hatte 6 mm lange Ohren. Die Haare der Oberseite haben graue und braune Abschnitte, was ein naturfarbenes Aussehen erzeugt. Dabei sind die Oberseite des Kopfes und das Hinterteil dunkler. Im unteren Bereich der Seiten wird das Fell gelblicher und die helle Unterseite hat eine orange Tönung. Der Schwanz besitzt eine auffällige schwarze Linie oberseits und ist ansonsten orangegrau. Einen diploiden Chromosomensatz mit 50 Chromosomen (2n=50) hat kein anderer Gattungsvertreter.

## Verbreitung
Diese Kammratte lebt in den argentinischen Provinzen Neuquén, Rio Negro und Chubut, wobei zwei disjunkte Populationen östlich der Hauptpopulation vorkommen. Dieses Nagetier hält sich in trockenen Steppen, in feuchten Wiesen und auf marschlandähnlichen Flächen auf. Gelegentlich werden die Randbereiche angrenzender Regenwälder besucht.

## Lebensweise
Die Nahrung besteht vor allem aus Gräsern, wobei je nach Verbreitung Wiesen-Rispengras oder Stipa speciosa (Federgräser) überwiegen. Die Haig-Kammratte kann tags und nachts aktiv sein. Weibchen haben im Jahr mehrere Würfe mit zwei bis vier Neugeborenen pro Wurf. Die Individuen verstecken sich oft in Erdlöchern, obwohl sie nicht selbst graben. Der typische Ruf gab der Familie Kammratten den zweiten Namen Tukotukos.

## Gefährdung
Für den Bestand liegen keine Bedrohungen vor. Auch wenn die genaue Populationsgröße unbekannt ist, gilt die Art laut IUCN als nicht gefährdet (least concern).